# Los Lledons (Orcau)
Los Lledons és un indret del terme municipal d'Isona i Conca Dellà, a l'antic terme d'Orcau, al Pallars Jussà.
El lloc és al sud-oest del poble d'Orcau, a la plana que s'estén entre el barranc del Pont de Fusta (ponent) i la llau dels Juncs (llevant). És a prop i al sud-est de Suterranya, però en territori d'Orcau. La Cabana del Perut i la del Roi són als Lledons.